# Vernon (stacja metra)
Vernon – naziemna stacja niebieskiej linii metra w Los Angeles znajdująca się na platformie na 
Long Beach Avenue w pobliżu skrzyżowania z Vernon Avenue. W pobliżu znajduje się granica pomiędzy Los Angeles a miastem Vernon.

## Godziny kursowania
Tramwaje kursują codziennie od około godziny 5:00 do 0:45

## Połączenia autobusowe
- Metro Local: 105, 611
- Metro Rapid: 705
- LADOT DASH: Pueblo Del Rio, Southeast

## Miejsca użyteczności publicznej
- Jefferson High School
- Peublo Del Rio
- Fred Roberts Park
- Ross Snyder Recreation Center
- Alameda Swap Meet